# 912

## Narození
- 23. listopadu – Ota I. Veliký, první císař Svaté říše římské (* 7. května 973)
- ? – Nikeforos II., byzantský císař († 969)

## Hlavy států
- České knížectví – Spytihněv I.
- Papež – Anastasius III.
- Anglické království – Eduard I. Starší
  - Mercie – Æthelflæda
- Skotské království – Konstantin II. Skotský
- Východofranská říše – Konrád I. Mladší
- Západofranská říše – Karel III.
- Uherské království – Zoltán
- První bulharská říše – Symeon I.
- Byzanc – Leon VI. Moudrý – Alexandr